# Релф, Кит
Уильям Кит Релф (англ. William Keith Relf; 22 марта 1943, Ричмонд, Суррей, Англия — 12 мая 1976, Лондон, Англия) — британский рок-музыкант (композитор, вокалист, гитарист) и исполнитель на губной гармонике. Релф наиболее известен по своей работе в группе The Yardbirds, где он был ведущим вокалистом и исполнителем на губной гармонике.
В The Yardbirds Релф выступал с 1962 года до её распада в 1968 году.
После распада коллектива Релф в 1969 года вместе с Полом Самвелл-Смитом и Джимом Маккарти из The Yardbirds, а также с басистом Луисом Сенамо, пианистом Джоном Хоукеном, а также своей сестрой Джейн (в качестве второй вокалистки) организовал группу «Renaissance», но в таком составе она просущетвовала недолго и, записав два альбома — Renaissance (1969) и Illusion (1971), — распалась. В следующем составе Renaissance Релф уже не участвовал.
В 1975 году Кит Релф собрал новую команду под названием Armageddon, в которой кроме него играли бас-гитарист Луис Сеннамо, гитарист Мартин Пуг и барабанщик Бобби Колдуэлл. Armageddon играли более тяжёлую музыку, чем The Yardbirds. Группа Релфа должна была разогревать Эрика Клэптона в его концертном туре «461 Ocean Boulevard», но по ряду причин Armageddon не смогли участвовать в гастролях. К тому моменту в 1975 году был записан одноимённый альбом коллектива.
12 мая 1976 года Кит Релф погиб, играя дома на электрогитаре, которая не была должным образом заземлена. Смерть наступила в результате удара электрическим током. История о том, что Кит Релф погиб, играя на гитаре в ванной комнате (или душе) — не более чем легенда.
Хотя большинство источников ошибочно называют 14 мая датой смерти Кита (день, когда многие газеты опубликовали эту историю), в официальном свидетельстве о смерти он был объявлен умершим 12 мая в больнице Вест-Мидлсекс.